# Fibrom

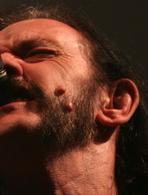
Zwei Fibrome auf linker Wange

Das Fibrom (umgangssprachlich auch „Stielwarze“, obwohl es sich medizinisch nicht um eine Warze handelt) ist eine gutartige mesenchymale Geschwulst, die durch Wucherung von Fibrozyten entsteht. Echte Fibrome treten beim Menschen häufig in der Haut von Armen und Beinen als bis zu 1 cm große rundliche Vorwölbung auf. Davon abzugrenzen sind Reizfibrome oder fibroepitheliale Polypen, die überwiegend an der Mundschleimhaut entstehen und Zeichen einer chronischen Entzündung oder eines chronischen mechanischen Reizzustandes sind. Reizfibrome am Zahnfleisch werden als Epulis bezeichnet.

## Hartes Fibrom
Das harte Fibrom (Fibroma durum) ist faserreich oder zellarm und wird an der Haut auch als Dermatofibrom, Nodulus cutaneus („Hautknoten“) oder Fibrinöses Histiozytom bezeichnet. Fließende Übergänge bestehen zum zellreicheren Histiozytom, das auch als Reaktion auf Mikrotraumata wie Insektenstiche angesehen wird und vor allem an den Beinen auftritt.
Eine Sonderform stellt das Keloid dar, das sich bei entsprechender Veranlagung als hyperplastische Narbe, seltener spontan entwickelt.

## Weiches Fibrom

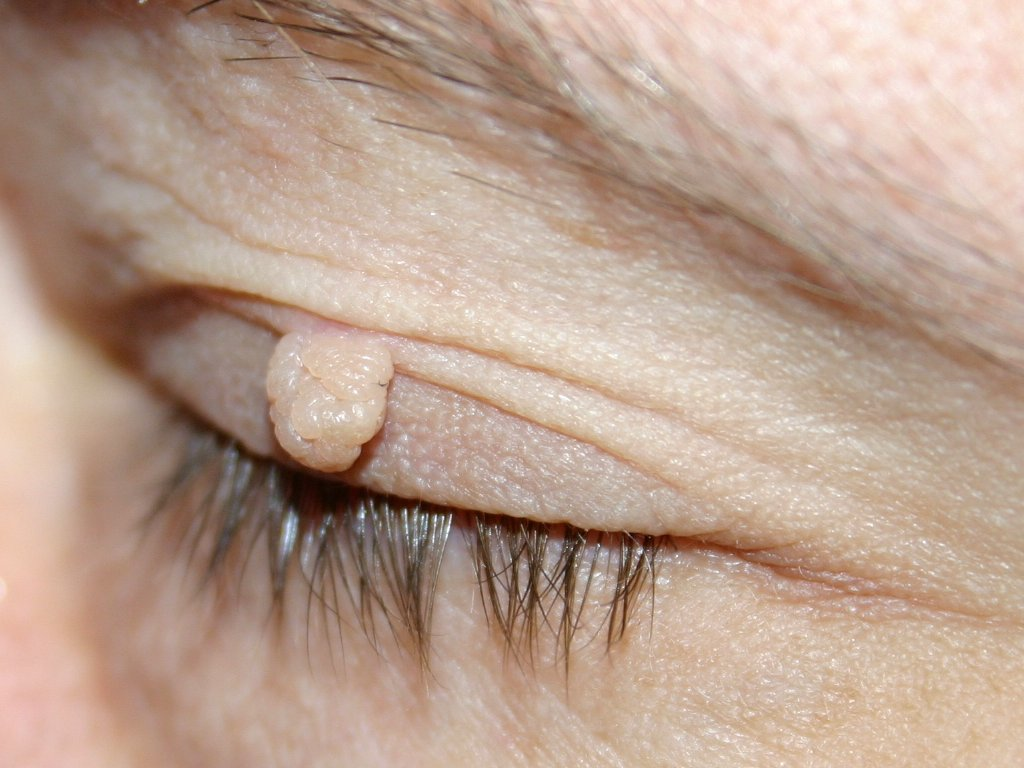
Weiches Fibrom am oberen Augenlid

Das weiche Fibrom (Fibroma molle), auch als Fibroma pendulans, „gestieltes Fibrom“ oder „pendelndes Fibrom“ bezeichnet, ist zellreich und faserarm oder besteht aus locker maschenartig angeordneten Fasern. Es ist recht häufig und kommt vor allem im Hals-, Augen-, Achsel-, Gesäß- und Leistenbereich vor.

## Weitere Formen und Lokalisationen

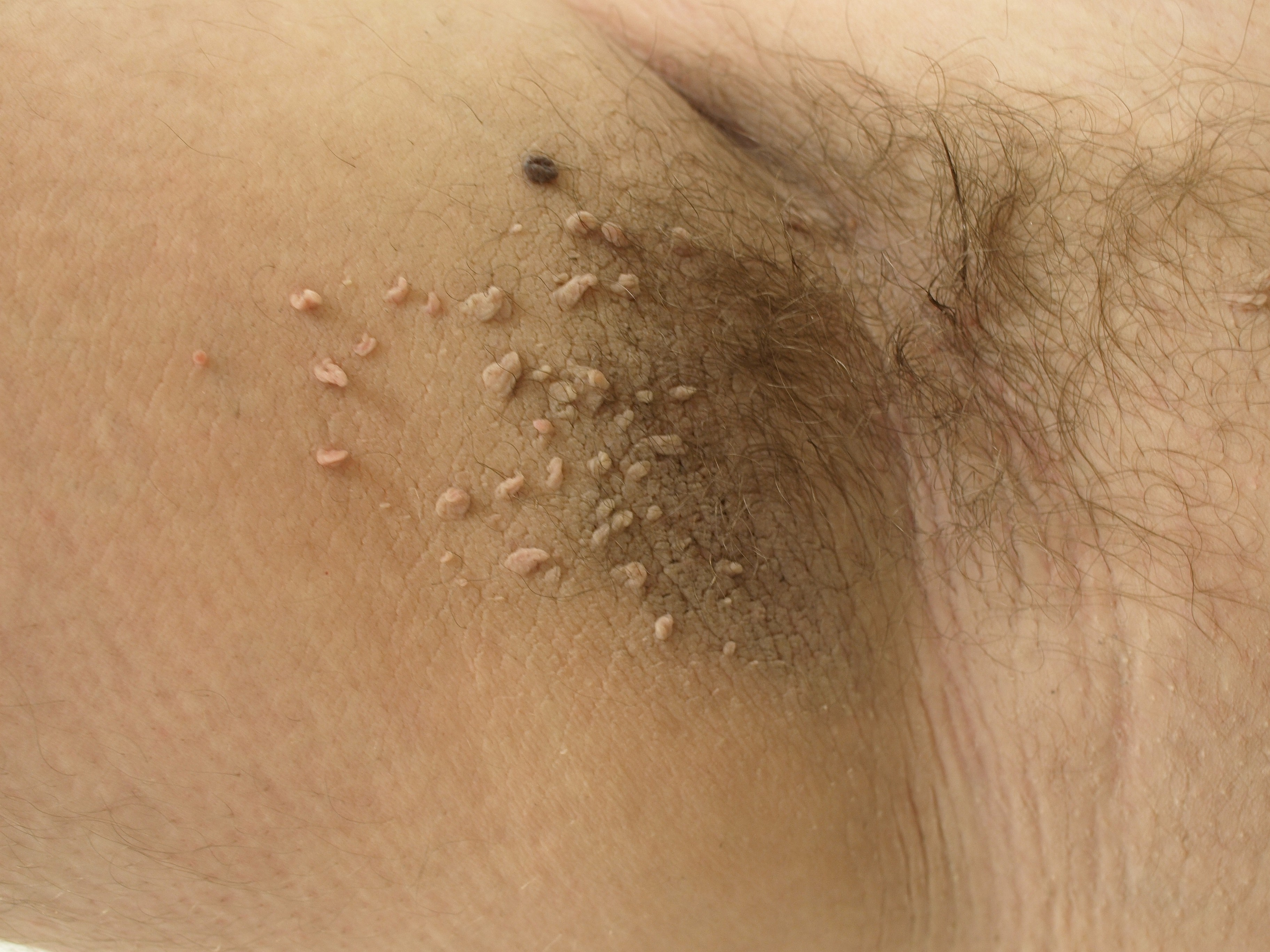
Fibrome im Achselbereich

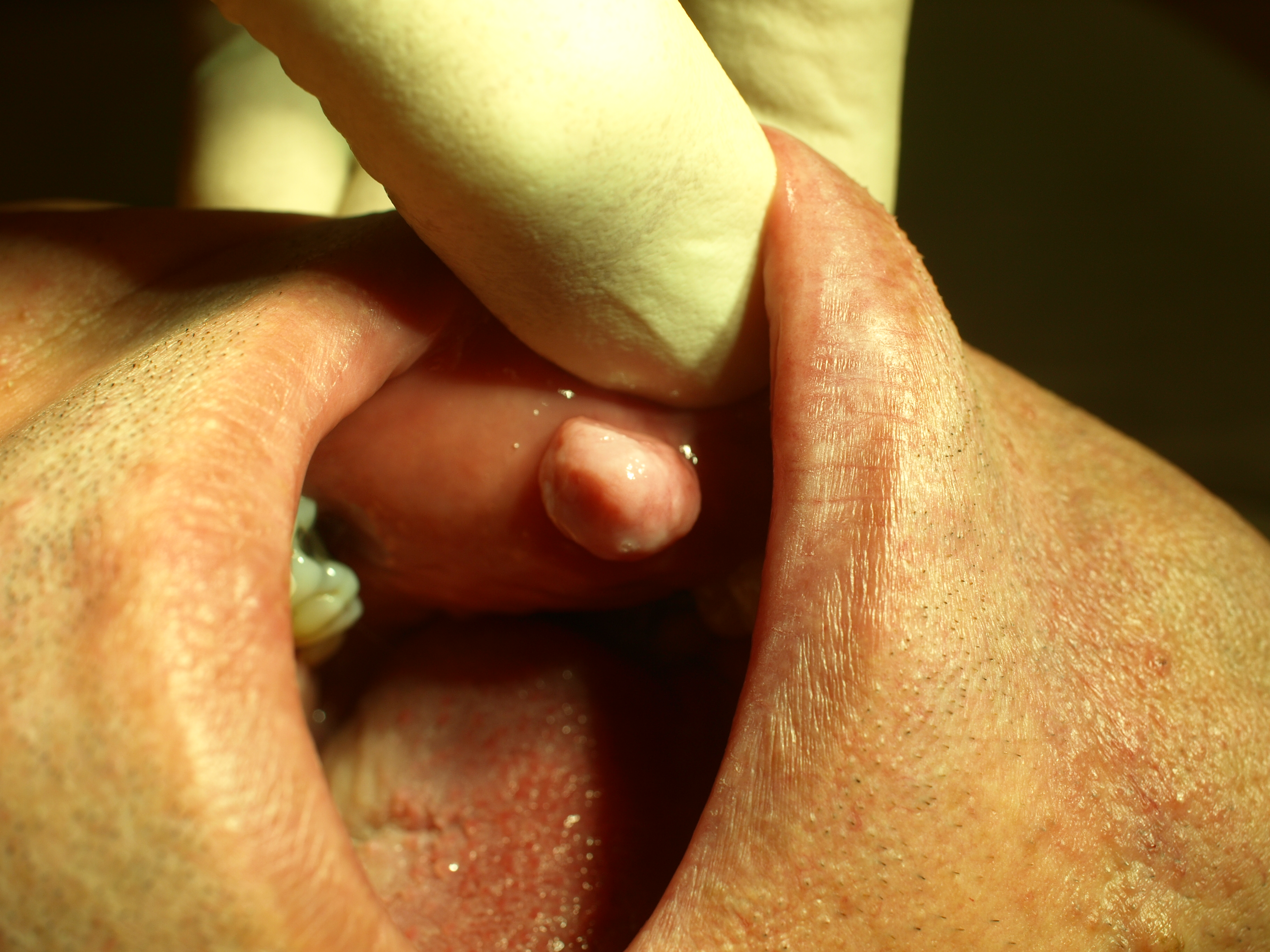
Reizfibrom an Wangeninnenseite

- Das Fibroma cavernosum oder Angiofibrom enthält zahlreiche, oft erweiterte Gefäße. Es tritt fast ausschließlich bei jungen Männern auf. Häufige Lokalisation ist der Nasenrachen. Hier wird es juveniles Nasenrachenfibrom oder juveniles nasopharyngeales Angiofibrom, abgekürzt JNA genannt.
- Das Fibroma zysticum enthält zentrale Erweichungen oder erweiterte Lymphgefäße.
- Das Fibroma myxomatodes, welches durch Verflüssigung der Grundsubstanz des Bindegewebes entsteht.
- Das Reizfibrom als Folge einer chronischen Entzündung oder eines chronischen mechanischen Reizes.

## Fibromatose
Bei gehäuftem Auftreten von Fibromen spricht man von einer „Fibromatose im engeren Sinn“. Zu den „Fibromatosen im weiteren Sinn“ gehört u. a. das Desmoid, ein semimaligner, rasch wachsender Bindegewebstumor.

## Therapie
Fibrome werden heute chirurgisch entfernt und anschließend feingeweblich untersucht, um sie von bösartigen Sarkomen, zum Beispiel dem malignen fibrösen Sarkom, abzugrenzen.